# 638
Năm 638 là một năm trong lịch Julius. 